# Praga de 664
A praga de 664 foi uma praga local que afetou as Ilhas Britânicas . Foi a primeira praga registada na história da Inglaterra e coincidiu com um eclipse solar e pode ter durado vinte a vinte e cinco anos, causando mortalidade generalizada, perturbação social e abandono da fé religiosa. 
Segundo fontes irlandesas (os Anais de Tigernach ), a praga foi precedida por um eclipse solar em 1 de maio de 664 (um eclipse total ocorreu de fato em 1 de maio de 664 na América do Norte nas proximidades de Long Island, e um eclipse parcial possivelmente teria sido visível da Irlanda). Bede também mencionou o eclipse, mas o colocou incorretamente em 3 de maio. 
As fontes irlandesas alegaram que houve também um terremoto na Grã-Bretanha e que a praga chegou à Irlanda primeiro em Mag Nitha, entre os Fothairt em Leinster . Bede alegou que a praga ocorreu primeiro no sul da Grã-Bretanha e depois se espalhou para o norte. 
De acordo com Adomnan de Iona, um Irlandês contemporâneo abade e santo, a praga afetou em todos os lugares nas Ilhas Britânicas, exceto por uma grande área moderna da Escócia. Adomnan considerava a praga de uma punição divina por pecados, e ele acreditava que os Pictos e Irlandêses que viveram no norte da Grã-Bretanha foram poupados da praga, devido à intercessão de Santa Columba, que fundou mosteiros, entre eles. Adomnan, pessoalmente, caminhou por entre as vítimas da peste e afirmou que nem ele nem os seus companheiros, ficaram doentes.